# Captius del mal
Captius del mal (originalment en anglès, The Bad and the Beautiful) és una pel·lícula estatunidenca dirigida per Vincente Minnelli, estrenada el 1952. La pel·lícula es basa en un conte de la revista Of Good and Evil de George Bradshaw, que es va expandir a una versió més llarga anomenada Memorial to a Bad Man. Tracta del testament d'un productor de teatre de Nova York que intenta explicar la seva relació negativa amb tres persones: un guionista, una actriu i un director. A la pel·lícula, una actriu, un director i un escriptor retraten un productor de Hollywood, Jonathan Shields, a qui han estimat i que després els traeix. MGM va comprar els drets de la pel·lícula i inicialment Dan Hartman la va produir, però va marxar a Paramount Pictures. Ha estat subtitulada al català.

## Argument
A Hollywood, el guionista James Lee Bartlow (Dick Powell), l'actriu Geòrgia Lorrison (Lana Turner), i el director Fred Amiel (Barry Sullivan) es troben per parlar amb Jonathan Shields (Kirk Douglas) a París en el moment del seu declivi. El productor Harry Pebbel (Walter Pidgeon) els necessitarà per a saber-ne les històries dels tres testimonis sobre Shields. És en aquell moment, anys després, que tots tres li tiren a la cara que va ser un productor sense escrúpols que va aconseguir assolir l'èxit sense respectar les persones a les quals va recórrer.

## Repartiment
- Lana Turner: Georgia Lorrison
- Kirk Douglas: Jonathan Shields
- Walter Pidgeon: Harry Pebbel
- Dick Powell: James Lee Bartlow
- Barry Sullivan: Fred Amiel
- Gloria Grahame: Rosemary Bartlow
- Gilbert Roland: Victor Ribera, àlies Gautxo
- Leo G. Carroll: Henry Whitfield
- Vanessa Brown: Kay Amiel
- Paul Stewart: Syd Murphy
- Sammy White: Gus
- Elaine Stewart: Lila
- Ivan Triesault: Von Ellstein

I, entre els actors que no surten als crèdits:
- Kathleen Freeman: Miss March
- Dorothy Patrick: Arlene
- Louis Calhern: veu del pare de Georgia
- Steve Forrest: actor en un càsting

## Producció
Dore Schary va oferir el projecte a John Houseman, que inicialment s'anomenava Memo to a Bad Man. Houseman va decidir canviar l'entorn i en lloc del teatre de Nova York situa la trama a Hollywood perquè va pensar que després de All About Eve situar-ho a Hollywood seria més innovador.
Clark Gable havia de ser el protagonista; després Spencer Tracy. Finalment, va ser-ho Kirk Douglas.

## Premis i nominacions

### Premis[5]
- Oscar a la millor actriu secundària per a Gloria Grahame
- Oscar al millor guió adaptat
- Oscar a la millor direcció artística (cat. blanc i negre)
- Oscar a la millor fotografia (cat. blanc i negre)
- Oscar al millor vestuari (cat. blanc i negre)

## Galeria

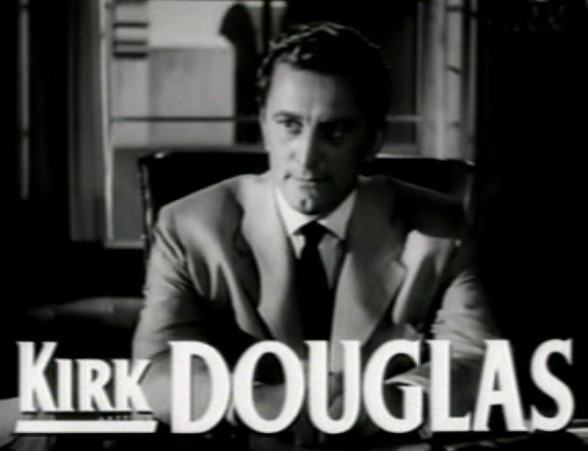
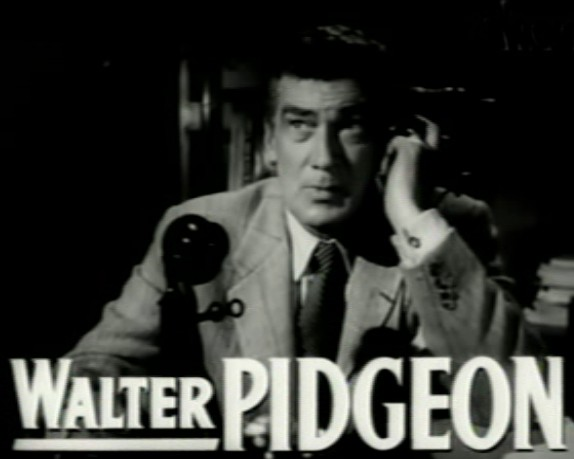
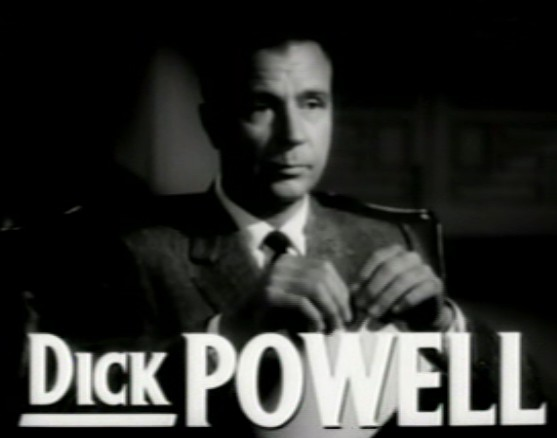
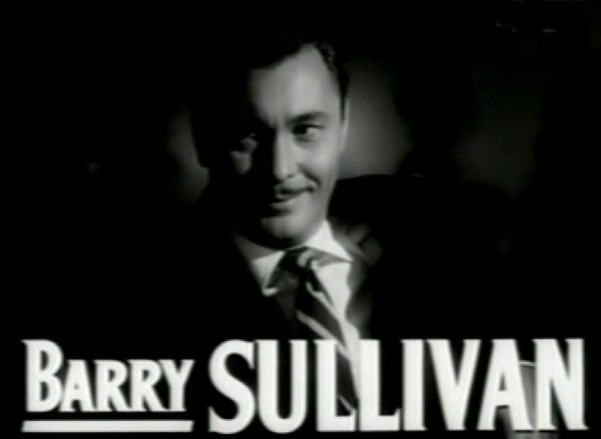
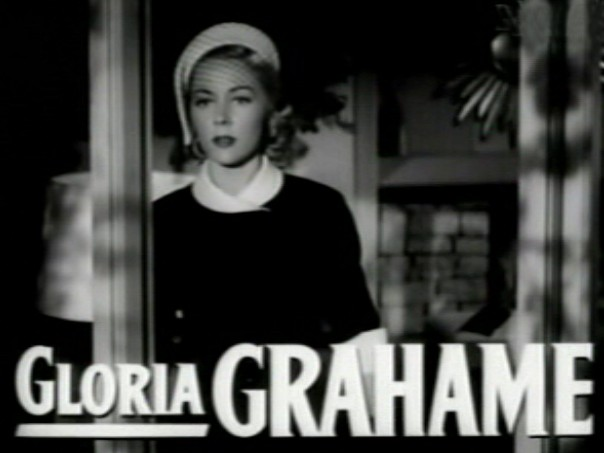
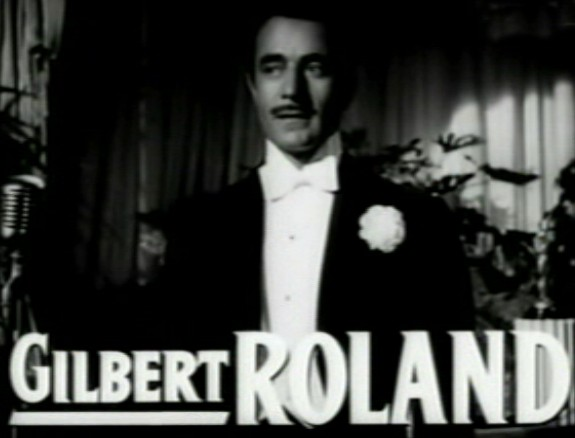
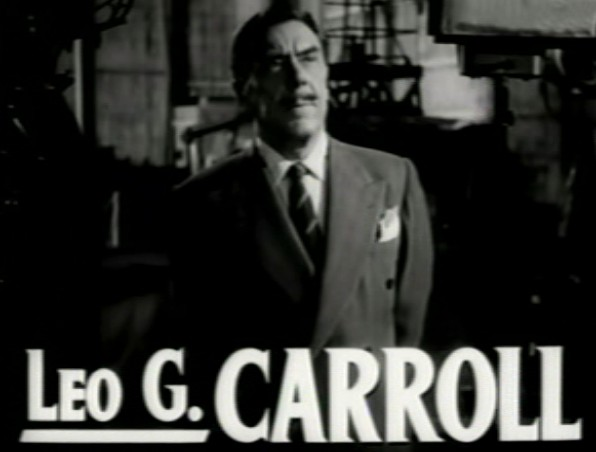
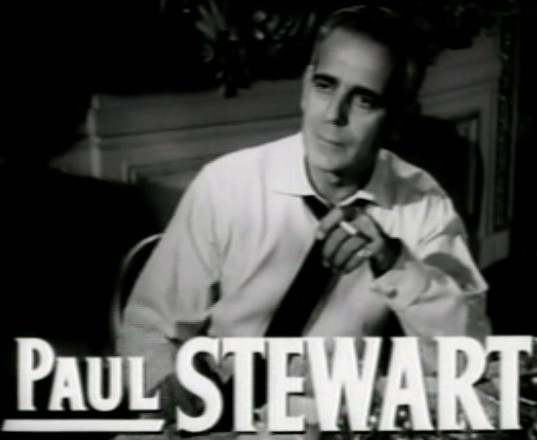
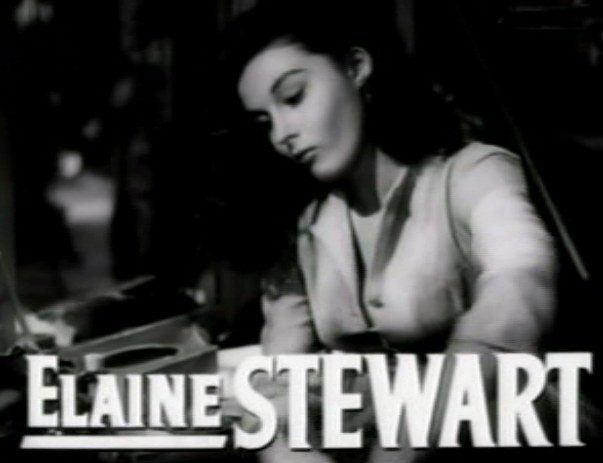

### Nominacions
- BAFTA a la millor pel·lícula